# مانوئل آلوارس
مانوئل آلوارس (اسپانیایی: Manuel Álvarez‎; ۲۳ مهٔ ۱۹۲۸ – ۲۴ اوت ۱۹۹۸) بازیکن فوتبال اهل شیلی بود.
از باشگاه‌هایی که در آن بازی کرده‌است می‌توان به باشگاه فوتبال یونیورسیداد کاتولیکا اشاره کرد.
او همچنین در تیم ملی فوتبال شیلی بازی کرده‌است.